# 가와니시정 (나라현)
가와니시정(일본어: 川西町)은 일본 나라현 동남부 시키군의 정이다.

## 지리
야마토강을 북쪽 경계로 하여 데라가와강, 아스카강, 소가강 등의 하천이 야마토강에 합류하는 지점에 있다. 정의 전체가 평탄하다.

## 역사
고대에 야마토국 시키노시모군 미야케향의 땅이었다.
1975년 4월 1일에 가와니시촌이 정으로 승격해 가와니시정이 되었다.

## 교통

### 철도
- 긴키 닛폰 철도 가시하라선
  - (← 야마토코리야마시 패밀리코엔마에역) - 유자키역 - (미야케정 이와미역 →)